# Alexander Fabian zu Dohna-Schlobitten
Alexandre Fabian Burggraf et comte de Dohna-Schlobitten (né le 17 novembre 1781 à Schlobitten et mort le 26 août 1850) est un lieutenant-colonel prussien et chevalier de l'ordre Pour le Mérite.

## Biographie

### Origine
Alexandre Fabien est issu d'une famille noble, attestée par des documents depuis 1127, qui possède depuis 1144 le comté impérial de Donin (appelé Dohna depuis le XVe siècle). Il appartient à la 2e branche (Finck von Finckenstein) de la lignée Dohna-Schlobitten (branche princière) et est le huitième enfant du seigneur de Schlobitten, Pröstelwitz et Finckenstein Friedrich Alexander zu Dohna-Schlobitten (1741–1810), maréchal en chef du royaume de Prusse, chevalier de l'ordre de l'Aigle noir et de l'ordre Pour le Mérite, et la comtesse Caroline Finck von Finckenstein (1746-1825).

### Carrière militaire
Fils cadet d'une vieille famille noble, comme beaucoup de ses pairs, il choisit d'abord une carrière militaire. Il devient fantassin dans le régiment « Schöning » et est sous-lieutenant lorsqu'éclate la guerre contre la France en 1806. Dohna-Schlobitten participe aux combats du corps d'armée sous la direction du lieutenant-général Anton Wilhelm von L'Estocq en Prusse-Orientale fin 1806/début 1807 et se distingue ainsi lors de l'attaque nocturne prussienne sur Soldau le jour de Noël 1806. que son commandant L'Estocq et d'autres proposent au roi l'attribution de l'ordre Pour le Mérite. Dans le rapport de L'Estocq du 22 février 1807, il „  ...enfin de décerner la médaille p.l.m. au capitaine von G. et au lieutenant engagé à la suite, le comte von Dohna, qui se sont tous deux distingués de manière extraordinaire lors de l'attaque nocturne de Soldau le 25 décembre dernier, en dirigeant des colonnes d'assaut et des volontaires avec beaucoup de discernement et de bravoure. Tous deux ont été blessés d'une balle dans le bras... " (). Par ordre du Très Haut Conseil du 27 février 1807, le roi autorise l'attribution de l'ordre. "...Mon cher L'Estocq [...] je confère également le VO au colonel de L. [...], ainsi qu'au capitaine de G. et au lieutenant comte Dohna, à cause de l'affaire de Soldau, où tous deux se sont distingués de façon remarquable..." () 
Après la guerre, Dohna continue à servir et prend sa retraite en tant que lieutenant-colonel. Après son départ, il gère le domaine de Finckenstein (de) en Prusse-Orientale, qu'il acquiert en 1831, en tant que fidéicommis. Il décède le 26 août 1850 à Finckenstein.

### Famille
Il se marie le 16 novembre 1814 avec Théophile comtesse de Dohna-Lauck (1786-1855), fille du burgrave Ludwig von Dohna-Wundlacken (1733-1787) et d'Amalie Wilhelmine von Waldburg (1753-1793). Le mariage donne naissance à trois fils et trois filles :
- Heinrich Otto Fabian Rodrigo (1815-1900), député du Reichstag et de la chambre des seigneurs de Prusse
- Caroline Ottilie Agnès (née le 24 février 1818 et morte le 3 octobre 1859)
- Auguste Théophile Lydie (née le 4 juin 1819 et morte le 28 février 1889)
- Heinrich Eduard Fabian Hermann (né le 21 juin 1821 et mort le 16 février 1859) marié le 14 mars 1851 avec Lydia von Auerswald (née le 18 octobre 1827 et morte le 15 août 1898), fille du ministre Alfred von Auerswald
- Wilhelm Fabian Gustav (né le 2 mai 1823 et mort le 16 mars 1879)
- Amalie Wilhelmine Adelheid (née le 31 janvier 1828 et morte le 19 décembre 1897) mariée le 7 août 1852 avec Wilhelm von Doering (de) (1819-1870), général de division prussien, tué à la bataille de Mars-la-Tour